# Spanish International 2019
Die Spanish International 2019 im Badminton fanden vom 12. bis zum 15. Juni 2019 im Polideportivo Municipal Marqués de Samaranch in der Paseo Imperial 18 in Madrid statt. Es war die 40. Auflage des Turniers.

## Sieger und Platzierte
| Disziplin    | Gold                             | Silber                            | Bronze                          |
| ------------ | -------------------------------- | --------------------------------- | ------------------------------- |
| Herreneinzel | Kunlavut Vitidsarn               | Toby Penty                        | Victor Svendsen                 |
| Herreneinzel | Kunlavut Vitidsarn               | Toby Penty                        | Iskandar Zulkarnain Zainuddin   |
| Dameneinzel  | Phittayaporn Chaiwan             | Kirsty Gilmour                    | Irina Amalie Andersen           |
| Dameneinzel  | Phittayaporn Chaiwan             | Kirsty Gilmour                    | Lianne Tan                      |
| Herrendoppel | Mathias Boe Mads Conrad-Petersen | Joel Eipe Rasmus Kjær             | Mathias Bay-Smidt Lasse Mølhede |
| Herrendoppel | Mathias Boe Mads Conrad-Petersen | Joel Eipe Rasmus Kjær             | Alexander Dunn Adam Hall        |
| Damendoppel  | Gabriela Stoeva Stefani Stoeva   | Émilie Lefel Anne Tran            | Delphine Delrue Léa Palermo     |
| Damendoppel  | Gabriela Stoeva Stefani Stoeva   | Émilie Lefel Anne Tran            | Clara Nistad Moa Sjöö           |
| Mixed        | Ben Lane Jessica Pugh            | Mathias Bay-Smidt Rikke S. Hansen | Evgeny Dremin Evgenia Dimova    |
| Mixed        | Ben Lane Jessica Pugh            | Mathias Bay-Smidt Rikke S. Hansen | Sam Magee Chloe Magee           |